# Otočje Bijol
Otočje Bijol je skupina nenaseljenih otočića uz obalu zapadnoafričke države Gambije.

## Geografija
Mala nenaseljena otočna skupina Bijolskih otoka nalazi se u Atlantskom oceanu . Grupa od pet otočića nalazi se oko dva i pol do tri i pol kilometra od obale kod Bald Cape sjeverno od sela Tanji u okrugu Kombo South. Oni čine najzapadniji teritorij Gambije. Površina najvećeg otoka je oko 8522 m2., a ukupna površina otočja Bijol je 0,1 km.2
Oni su jedini gambijski otoci koj nisu riječni ili unutar riječne delte rijeke Gambije.

## Daljnje čitanje
- Ilona Hupe: Gambija. Kleines Urlaubsparadies u Westafrici. 2. , aktualisierte Auflage. Hupe Ilona Verlag, München 1999.,ISBN 3-932084-19-5
- Senegal i Gambija. Mit exakten Höhenlinien, Höhenschichten-Relief, GPS-tauglich, klassifiziertes Straßennetz, Gradnetz und Ortsindex. Reise Know-How Verlag Rump, Bielefeld 2004.,ISBN 3-8317-7123-5 (zemaljska karta, 70 × 100 cm, 1:550.000)